# Едже Чешміоглу
Едже Чешміоглу (тур. Ece Çeşmioğlu; нар. 26 листопада 1990 року, Стамбул) — турецька акторка.

## Біографія і кар'єра
Едже народилася 26 листопада 1990 року в Стамбулі. У 2000 знімається в різних рекламних роликах. У 2002 і 2005 роках Едже зіграла маленькі ролі в серіалах «Світ дитинства» та «Річка». Далі була роль Хіляль в серіалі «Срібло» з Сонгюль Оден і Киванчем Татлитугом в головних ролях. З 2006 по 2008 рік Едже грала роль Джерен Караман у серіалі «Дві сім'ї». Далі були ролі в різних серіалах, таких як  «Будинок», «Втеча». Широку популярність Едже принесла роль Айчі в серіалі «Безцінний час». 2015 року Едже спільно з Вільдан Атасевер зіграла головну роль в серіалі «Історія Яз». 2016 року Едже зіграла сестру героїні Ханде Сорал в серіалі «В моєму серці вогонь». Серіал був закритий внаслідок низьких рейтингів. В серпні 2016 року стало відомо, що Едже приєдналася до касту 2 сезону серіалу «Величне століття: Кьосем-Султан». Актриса зіграла подорослішавшу Атіке-султан.

## Фільмографія
| Рік         |   | Українська назва               | Оригінальна назва       | Роль              |
| ----------- | - | ------------------------------ | ----------------------- | ----------------- |
| 2002 — 2003 | с | Світ дитинства                 | Çocuklar Duymasın       | Дівчинка-підліток |
| 2005        | с | Річка                          | Nehir                   | Дівчинка-підліток |
| 2005 — 2007 | с | Срібло                         | Gümüş                   | Хіляль            |
| 2006 — 2008 | с | Дві сім'ї                      | İki Aile                | Джерен Караман    |
| 2008 — 2009 | с | Вах, Халам                     | Eyvah Halam             | Асья              |
| 2009        | ф | Будинок                        | Ev                      | Сетанай           |
| 2011 — 2012 | с | Втеча                          | Firar                   | Бахар             |
| 2012 — 2013 | с | Безцінний час                  | Öyle Bir Geçer Zanan Ki | Айча              |
| 2015        | ф | Птах                           | Kuş                     | Студентка         |
| 2015        | с | Історія Яз                     | Yaz'ın Öyküsü           | Яз                |
| 2016        | с | У моєму серці вогонь           | Kalbim Yangın Yeri      | Севда Гюнсой      |
| 2016 — 2017 | с | Величне століття: Кесем Султан | Muhteşem Yüzyıl Kösem   | Атіке-султан      |
| 2017        | с | Обличчям до обличчя            | Yüz Yüze                | Комісар Зейнеп    |
| 2017 — 2018 | с | Ворог в моєму будинку          | Yüvamdaki düşman        | Джерен / Селін    |
| 2017— 2019  | с | Обіцянка                       | Söz                     | Мелісса           |
| 2020        | с | Нестримні                      | Tutunamayanlar          | Ірем              |
| 2021        | ф | Минуле літо                    | Geçen Yaz               | Асли              |
| 2022        | с | Yakamoz S-245                  | Yakamoz S-245           | Йонка             |